# Бобруйская епархия
Бобруйская епархия (бел. Бабруйская епархія) — епархия Белорусской православной церкви на территории Бобруйского, Быховского, Глусского, Кировского, Кличевского, Осиповичского районов Могилёвской области.

## История
В марте 1923 года митрополитом Минским Мелхиседеком (Паевским) учреждено Бобруйское викариарство Минской епархии. Епископом стал Филарет (Раменский).
4 июня 1953 году Священный Синод РПЦ назначил на Бобруйское викариатство ректора Минской духовной семинарии и наместника Жировицкого Успенского монастыря архимандрита Митрофана (Гутовского), хиротонисан 5 июля 1953 года. После перевода епископа Митрофана на Орловскую кафедру во епископа Бобруйского 10 августа 1956 года хиротонисан Леонтий (Бондарь), 5 мая 1961 года назначенный епископом Новосибирским. В 1963 году Свято-Николаевский собор был экспроприирован государством, в 1967 году перестроен в спортивный комплекс.
Бобруйская епархия учреждена постановлением Священного Синода от 24 декабря 2004 года, выделением из Могилёвской епархии. Титул правящего архиерея — «Бобруйский и Осиповичский».
20 апреля 2005 года Священным Синодом принято решение об изменении титула правящих архиереев на «Бобруйский и Быховский».
Постановлением Священного Синода от 27 декабря 2005 года Петр (Карпусюк) был освобождён от управления епархией. Временное управление епархией было поручено епископу Могилёвскому и Мстиславскому Софронию (Ющуку).
27 марта 2007 года епископом Бобруйским и Быховским избран иеромонах Серафим (Белоножко).

## Епископы
Бобруйское викариарство Минской епархии
- Филарет (Раменский) (март 1923 — 1 ноября 1937)
- Митрофан (Гутовский) (5 июля 1953 — 10 августа 1956)
- Леонтий (Бондарь) (10 августа 1956 — 5 мая 1961)

Бобруйская епархия
- Петр (Карпусюк) (24 декабря 2004 — 27 декабря 2005)
- Софроний (Ющук) (27 декабря 2005 — 24 апреля 2007) в/у, епис. Могилёвский
- Серафим (Белоножко) (с 24 апреля 2007)

## Благочиннические округа
- Бобруйский городской.
- Бобруйско-Глусский.
- Быховский.
- Кировско-Кличевский.
- Осиповичский.